# Muntschat

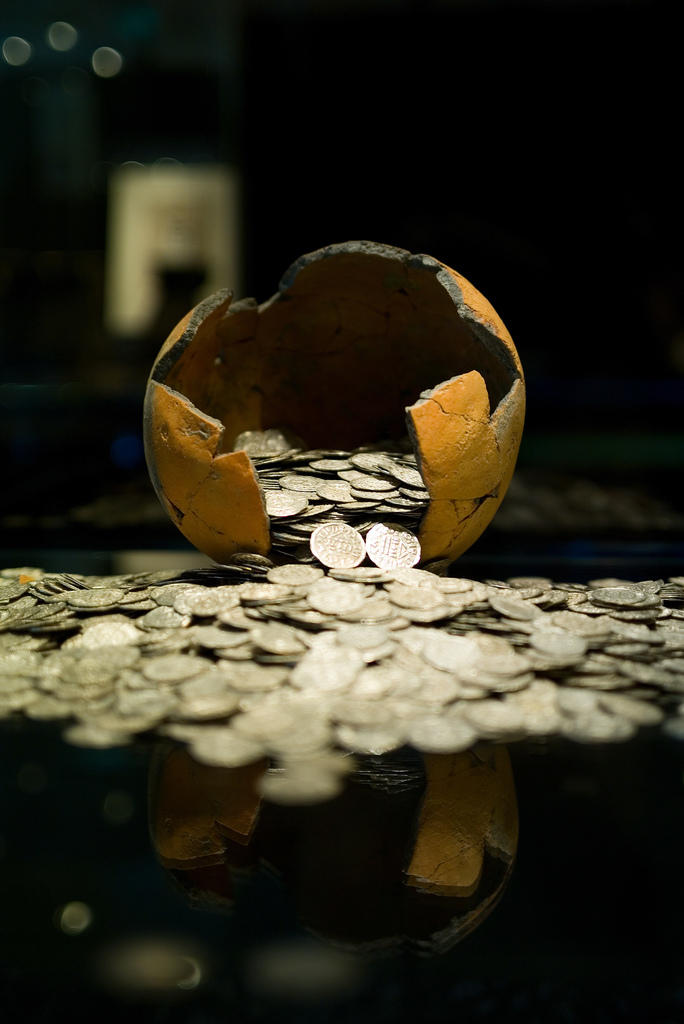
De Muntschat Tzummarum bestaande uit circa 2800 zilveren vroegmiddeleeuwse munten.

Een muntschat is een depotvondst van een hoeveelheid munten (vaak van goud, zilver of brons), die ergens in het verleden door de eigenaar in de grond is verstopt op een moment dat de eigenaar bang was voor diefstal, burgeroorlog of  plundering door vijandelijke troepen. Het is een vorm van depotvondst. In oude gevallen kan er soms (indien de muntschat in combinatie met een graf of een urn wordt gevonden) ook sprake zijn geweest van een grafgift. Een kenmerk van een muntschat is dat de eigenaar niet meer in staat is geweest zijn bezit later weer veilig te stellen.   
De munten worden vaak in een textielen omhulsel, aardewerk of vazen van edelmetaal verstopt. De eigenaar zal vrijwel altijd als doel hebben gehad om zijn eigendom op een later tijdstip weer veilig te stellen. In de gevallen dat men vaak eeuwen later de muntschatten weer terugvindt (tegenwoordig vaak met behulp van metaaldetectoren) is dit klaarblijkelijk mislukt. Dit kan meerdere redenen hebben. De eigenaar is overleden (al of niet op natuurlijke wijze) of hij was niet meer in de gelegenheid zich naar het gebied te begeven, waar hij de muntschat begraven had. Ook kan het zijn dat hijzelf of een familielid of vriend, die hij van zijn geheim op de hoogte heeft gesteld, op een later tijdstip niet meer in staat is geweest om de juiste plaats van de muntschat te traceren. Een mogelijke oorzaak hiervoor is brandschatting. Hierdoor gaat de omgeving er anders uitzien.     
Het vinden van meerdere muntschatten uit een bepaalde periode is een goede indicatie dat er in deze periode in een bepaald gebied sprake was van plunderingen, burgeroorlogen of invasies.  
Zie ook de Gallische muntschat uit Thuin en de Karolingische muntschat van Muizen.

## Galerij

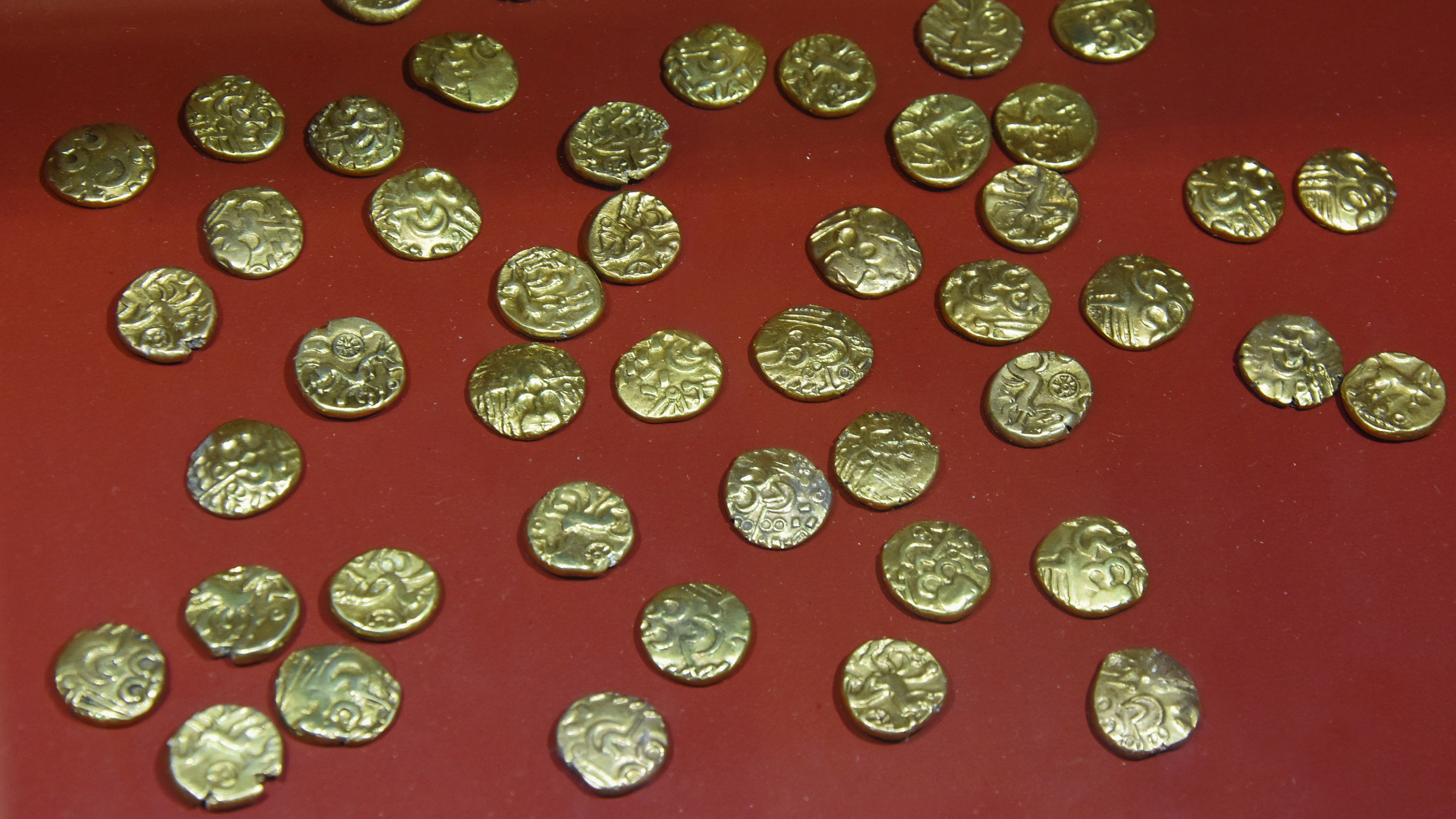
Gallische muntschat uit Thuin
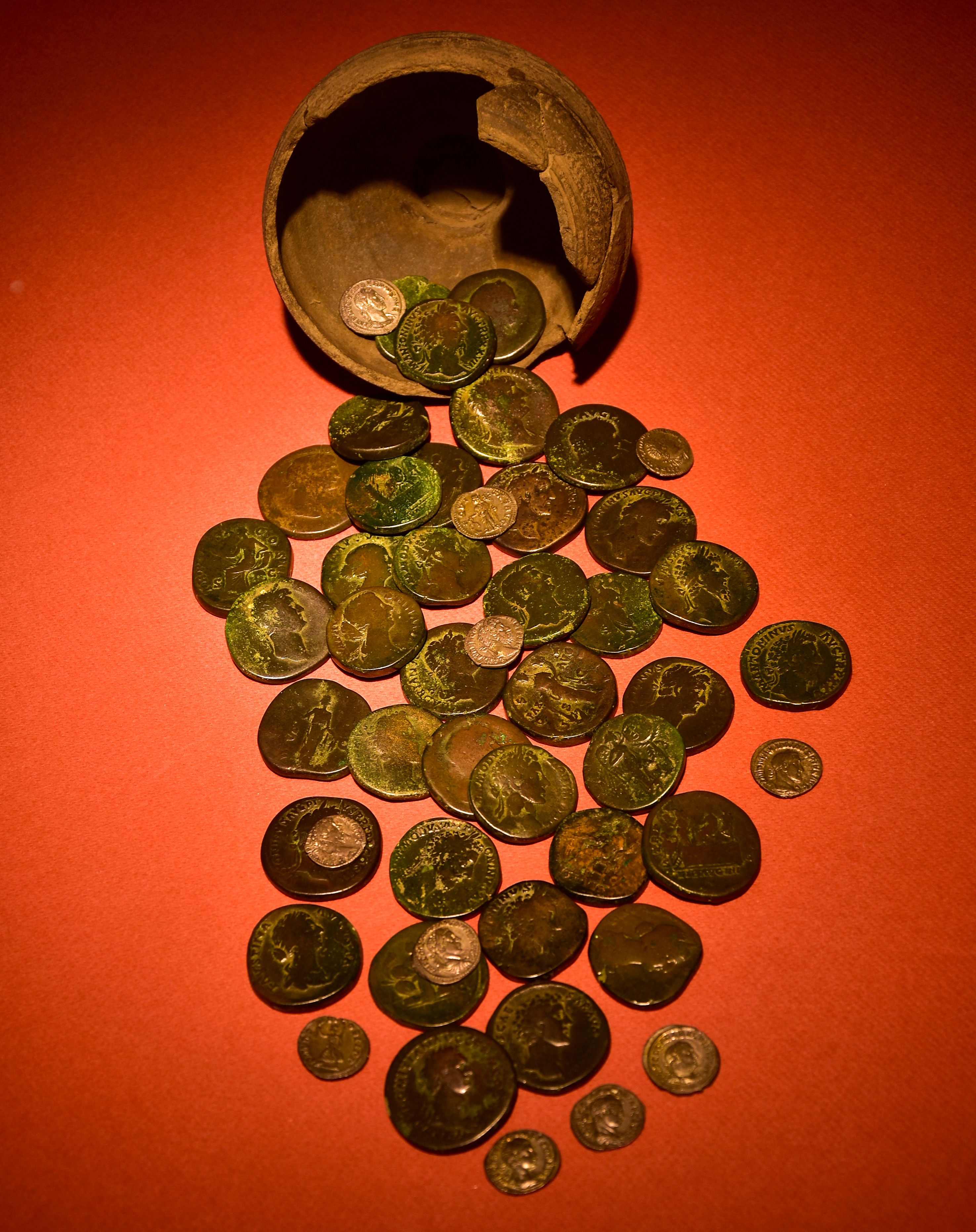
Muntschat van Roksem
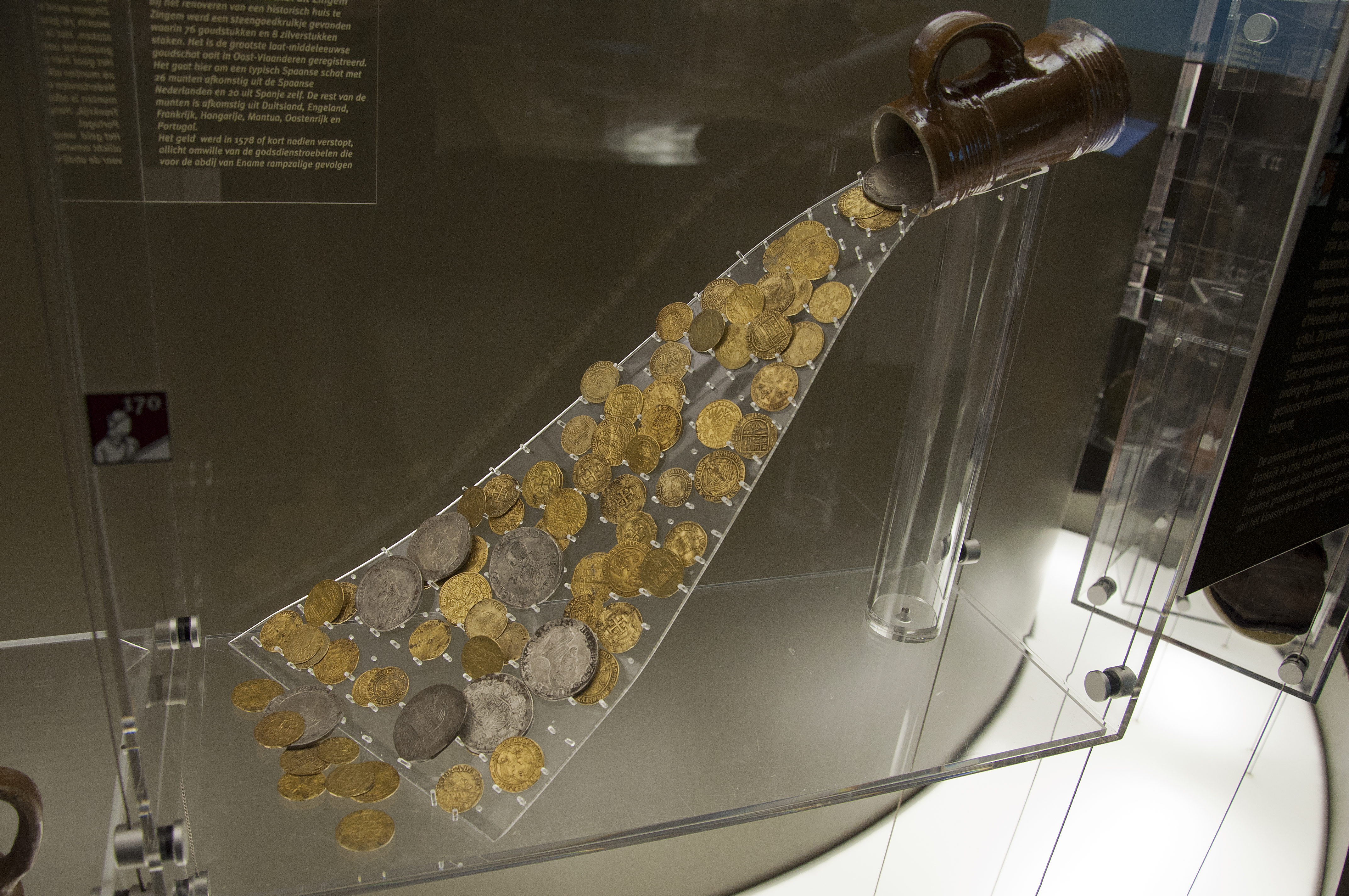
Muntschat van Zingem